# Walter Donaldson
Walter Donaldson (Nueva York, Estados Unidos, 15 de febrero de 1893-Santa Mónica (California), 15 de junio de 1947) fue un compositor de canciones estadounidense, autor de muchos temas que han llegado a ser estándar de jazz.

## Canciones más populares
Entre sus trabajos más populares se encuentran: "Don't Cry Frenchy, Don't Cry", "Carolina in the Morning", "Little White Lies", "Love Me or Leave Me" o "Makin' Whoopee"; en varios de ellos trabajó con la ayuda del letrista Gus Kahn.

## Premios y distinciones
Premios Óscar
| Año  | Categoría              | Canción         | Película | Resultado |
| ---- | ---------------------- | --------------- | -------- | --------- |
| 1937 | Mejor canción original | «Did I Remembe» | Suzy     | Nominado  |